# Hannes Eder (Manager)

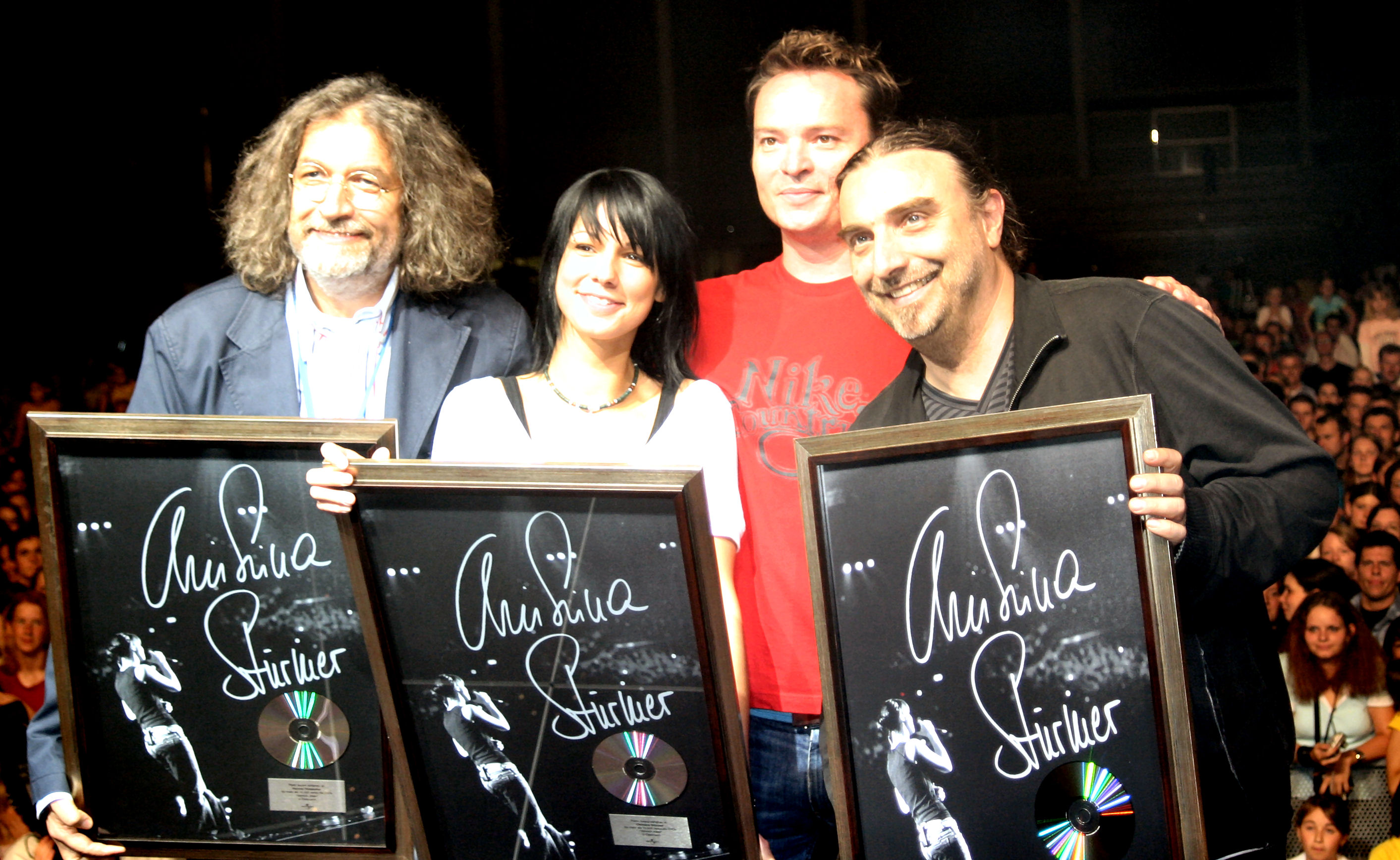
2005 von links nach rechts: Hannes Rossacher, Christina Stürmer, Hannes Eder, Rudi Dolezal

Hannes Eder (* 1. Oktober 1967 in Wien) ist ein ehemaliger österreichischer Musiker und der langjährige General Manager von Universal Music Austria.

## Leben und Karriere
Hannes Eder wurde 1967 in Wien geboren. Er wuchs in Katzelsdorf auf und hat zwei jüngere Geschwister, Tanja und Gregor Eder. Mit 13 Jahren begann er seine Karriere als Gitarrist und Bassist in der Punk-Band Dr. Steiff. Die Band, mit der er in den 80er-Jahren über die Landesgrenzen hinaus erfolgreich wurde, hieß The Bates.
Von 1989 bis 1993 arbeitete er als freier Journalist für Print, Radio und TV. Ab 1991 war er als Chefredakteur von Treffpunkt Ö3 tätig.
Er kreierte die Ö3-Veranstaltungen Ö3 Beachmania sowie Ö3 Mountainmania. Danach war er Gründungsmitglied, Programmdirektor und Moderator des alternativen Radiosenders FM4, wo er die Metal-Sendung House of Pain moderierte. 2000 wurde er unabhängiger Stiftungsrat im ORF. Nebenbei gründete er die Werbeagentur Schön & Gut.
Seit 2003 ist Hannes Eder Geschäftsführer bei Universal Music Austria & Western Balkans. Anfang 2007 wurde er zum Präsidenten der IFPI Austria, Verband der Österreichischen Musikwirtschaft, gewählt. Seit 2012 ist er auch im Vorstand der kroatischen Schwesternorganisation HDU. Weiters ist Hannes Eder im Bundesvorstand des Fachverbands Audio/Vision der Wirtschaftskammer Österreich tätig.
Im März 2016 wurde bekannt, dass er Universal Music Austria verlässt, als Managing Director soll ihm Cornelius Ballin nachfolgen. Ende 2017 gründete er mit Benjamin Bruest Phat Penguin ein in Wien ansässiges Künstlermanagement- und Plattenlabel, junge Künstler wie Hunney Pimp, Anger, Felix Kramer und Buntspecht aber auch arrivierte Künstler wie Kruder & Dorfmeister betreut.
Hannes Eder hat drei Söhne, ist geschieden und lebt in Wien. Einer dieser Söhne, Leon Eder, ist Schlagzeuger der Band „Leftovers“.

## Starmania
In den Staffeln 2 und 3 von Starmania fungierte Eder als Juror.